# Accipiter castanilius
Accipiter castanilius е вид птица от семейство Ястребови (Accipitridae). Видът е незастрашен от изчезване.

## Разпространение
Разпространен е в Ангола, Камерун, Централноафриканска република, Република Конго, Демократична Република Конго, Екваториална Гвинея, Габон Нигерия и Уганда.